# Atiwal, Homnabad
Atiwal là một làng thuộc tehsil Homnabad, huyện Bidar, bang Karnataka, Ấn Độ.